# Napoleon von Alexandria

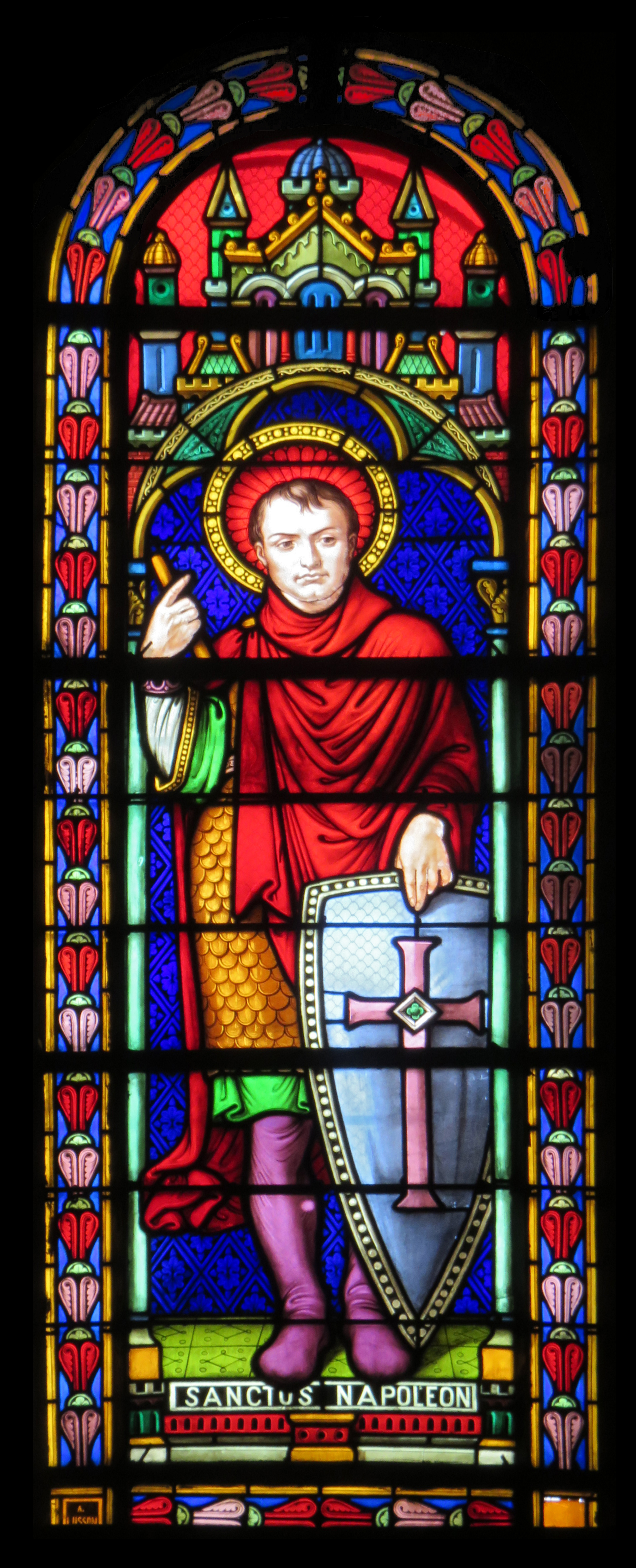
St. Napoleon, Glasfenster der Kirche von Vichy

Napoleon oder Napoleo von Alexandria ist ein fiktiver christlicher Märtyrer, der in Alexandria zur Zeit der Kaiser Diokletian und Maximian (also nach 303) gestorben sein soll. Er wurde in der römisch-katholischen Kirche zeitweilig als Heiliger verehrt. Beim Kult des Napoleo(n) handelt es sich um eine erfundene Tradition.

## Entstehung und Entwicklung des Napoleonfestes
Napoleon Bonaparte erhielt seinen Vornamen nach einem verstorbenen Verwandten. Dieser Vorname, dessen Herkunft und Bedeutung unbekannt sind, kam in verschiedenen Schreibweisen vor.
In deutlicher Distanzierung von der antikirchlichen Politik der Französischen Revolution inszenierte sich Napoleon ab 1804 als christlicher Herrscher. Er ließ sich als „Retter“ bezeichnen und mit positiven Attributen versehen. So „bot er sich der post-revolutionären französischen Gesellschaft als Integrationsfigur in einem zutiefst paternalistischen Sinn an.“ Im Zusammenhang mit der Wiedereinführung des gregorianischen Kalenders (22. Fructidor XIII / 9. September 1805) begannen erste Bestrebungen im französischen Klerus, einen heiligen Napoleon zu verehren. So beantragten die Kanoniker von Sainte-Croix in Nizza im Oktober 1805, einen Altar zu Ehren Napoleons zu weihen.
Der Festtag Mariä Himmelfahrt (15. August) war Napoleons Geburtstag und wurde (unzutreffend) als Tag des Konkordats von 1801 bezeichnet. Am 19. Februar 1806 erließ Napoleon ein Dekret, dass künftig am 15. August ein Fest des heiligen Napoleon zu feiern sei, bei dem auch der Wiederherstellung der katholischen Religion gedacht werden solle. In katholischen Kirchengemeinden war dies mit Prozession und Te Deum zu begehen, in evangelisch-reformierten Kirchengemeinden mit einem Te Deum. Die Feier des Kaisergeburtstags war ein Element des napoleonischen Staatskults, mit dem sich der Herrscher sowohl von der Zeit der Republik mit ihren Festen als auch der Festkultur des Ancien Régime distanzierte und neue, integrierende Rituale schuf. Teilnahme und angemessene Festfreude waren für die ganze Bevölkerung verpflichtend. Die Verquickung eines staatlichen Feiertags mit einem hohen kirchlichen Fest ergab sich durch das Datum 15. August und „sicherte dem Kaiser die Präsenz und die Ansprechbarkeit auch derjenigen, die ihm eher mit Distanz gegenüberstanden.“ Michael Broers meint sogar, dass Napoleons Geburtstag an diesem Datum bei den Überlegungen zur Schaffung des Napoleontags von nachrangiger Bedeutung gewesen sei und man einfach einen hohen kirchlichen Feiertag im Sommer gebraucht habe. Festivitäten im öffentlichen Raum galten als unverzichtbar, um die Bevölkerung im Sinne der Regierung zu beeinflussen, und der Fronleichnamstag war stark mit dem Ancien Régime verbunden gewesen. Der Zugriff auf Ostern schien zu riskant.
Seitens der römisch-katholischen Kirche wurde das Napoleonfest durch das Dekret des Kardinallegaten Giovanni Battista Caprara Eximium catholicae religionis am 1. März 1806 eingeführt. Nun galt es, den passenden kirchlichen Heiligen zu finden, dessen Namen der Kaiser ja angeblich trug. Das erwies sich zunächst als schwierig. Am 21. April schrieb Kardinal Caprara an den Kultusminister Jean-Étienne-Marie Portalis, viele Bischöfe hätten ihn gebeten, Informationen über den heiligen Napoleon zu erhalten. Darum werde er sich nun kümmern. Der Bischof von Nancy berichtete am 26. April, dass sich in seiner Diözese trotz aller Bemühungen nichts zu einem Heiligen Napoleon finden ließ; die Bollandisten schwiegen. Der Bischof von Tournai regte an, es habe vielleicht einen heiligen Bischof Napoleon gegeben. Im Martyrologium fand sich schließlich unter dem 2. Mai eine Gruppe heiliger Märtyrer: Saturninus, Neopolus, Germanus und Coelestinus. Kardinal Caprara war überzeugt, dass Neopolus der gesuchte Heilige sei, und ließ in der Biblioteca Ambrosiana zu Mailand, wo er selbst Erzbischof war, entsprechende Recherchen durchführen.
Im gleichen Jahr erschien der Tag des Heiligen Napoleon im offiziellen Staatskalender (Almanach Impérial). Napoleon meinte mit diesem Heiligen kaum verhüllt sich selbst; die Kurie entwickelte aber die Legende eines spätantiken Märtyrers, nach dem der Kaiser benannt worden sei. Kardinallegat Caprara machte einige Angaben zur Vita dieses Heiligen. Ein antiker Märtyrer Neopolis, Neopolus (oder ähnlich) sei im Mittelalter in Italien als Napoleo verehrt worden, später sei dann die Schreibweise Napoleon allgemein üblich geworden. Capraras auf den 21. Mai 1806 datierte Instruktion sah vor, an die Messe anlässlich Mariä Himmelfahrt eine Oration auf den heiligen Napoleon anzuschließen.
Welches Echo das Napoleonfest in der Bevölkerung fand, geht aus den Quellen nicht hervor. Stephan Laux vermutet, dass dieses Fest nur von Gruppen und Einzelpersonen besonders geschätzt wurde, darunter Geistlichen, die sich als besonders kaisertreu darstellen wollten. Der Aufwand, der für dieses Fest getrieben wurde, blieb zu Napoleons Lebzeiten bescheiden. Von ihm selbst ist bekannt, dass das Fest Saint-Napoléon ihm wichtig war und er 1809 inkognito in Vienne daran teilnahm. Besonders im napoleonischen Italien wurde der Kaiser in Reden lokaler Honoratioren als Engel in Menschengestalt, den der Himmel gesandt habe, gefeiert. In der italienischen Stadt Marino wurde andererseits 1812 am 15. August das Fest Mariä Himmelfahrt prächtig begangen und der Napoleontag ignoriert. Stadtrat und Klerus zahlten dafür einen hohen Preis: alle wurden verhaftet, und sämtliche Kirchen blieben wochenlang geschlossen.

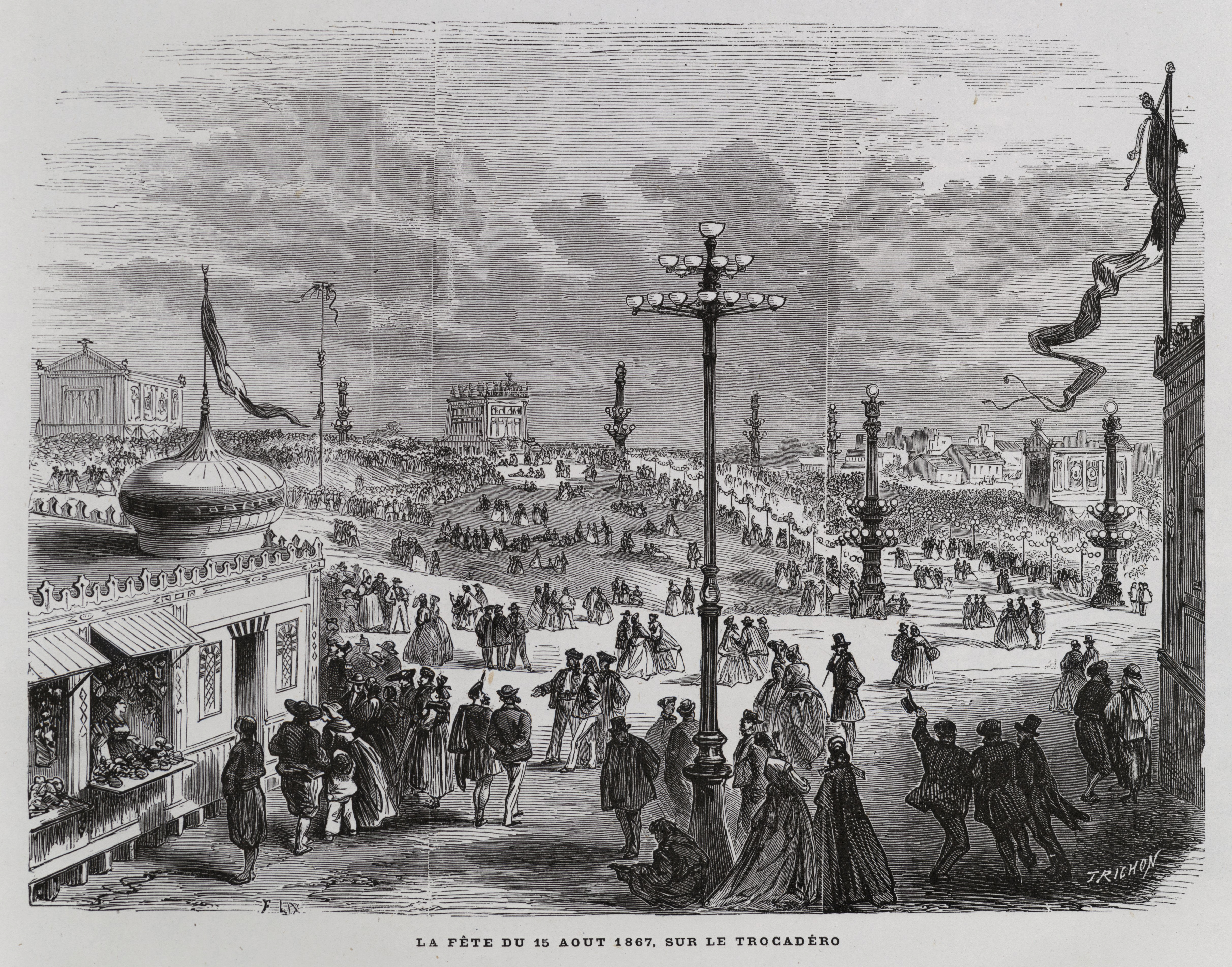
Der 15. August 1867 auf dem Place du Trocadéro (Paris)

Am 19. Februar 1852 erließ Napoleon III. ein Dekret, dem zufolge der 15. August ein Nationalfeiertag mit religiös-politischem Doppelcharakter sein sollte. In allen französischen Kommunen begann dieser Tag mit Glockengeläut, in Garnisonsstädten zusätzlich mit Kanonenschüssen. Die Armen erhielten Lebensmittelzuteilungen. In der Kirche wurde während der Morgenmesse ein festliches Te Deum zu Ehren des Herrschers und ein Domine Salvum gesungen. Auf den Gottesdienst folgte eine Militärparade. Anschließend wurden den Tag über Vergnügungen für die ganze Bevölkerung geboten, die abends je nach finanziellen Möglichkeiten der Kommune mit einem Feuerwerk oder einem Freudenfeuer endeten. Für die Honoratioren ging es mit Empfang, Festessen und Musik weiter. Das Te Deum war in besonderem Maße mit den Festen des Ancien Régime verbunden gewesen. Nicht alle Verwaltungsbeamten und vor allem nicht alle Geistlichen waren damit einverstanden, dass es am Napoleonfest gesungen werden sollte. Das Auslassen des Te Deum in der Messe (durch die Priester) oder das Fernbleiben vom Gottesdienst (seitens der Beamten) wurde genau beobachtet und hatte Sanktionen zur Folge. Antiklerikale Bürgermeister richteten es so ein, dass sie genau beim Intonieren des Te Deum mit ihren Begleitern in der Kirche eintrafen und dabei natürlich die Gottesdienstgemeinde störten. Wie Mariä Himmelfahrt mit dem Napoleonfest verbunden sein sollte, wurde jeweils lokal ausgehandelt. In der immer noch überwiegend ländlichen französischen Gesellschaft war der Napoleontag ein üppiges Spektakel, für das die Leute extra anreisten und das auf lokaler Ebene zu Konflikten zwischen Klerikern und Bonapartisten führte.

## Historizität des Märtyrers Napoleon
Das für das 18. Jahrhundert einschlägige Heiligenlexikon von Johann Jakob Schmauß kennt keinen Napoleo(n), sondern nur einen Nappolus, der zu einer Märtyrergruppe aus Tarsus gehörte (Gedenktag: 10. Mai).
Das Martyrologium Romanum von 1584 nennt unter dem 2. Mai: Saturninus, Neopolus, Germanus und Caelestinus. Das bot den Ansatzpunkt für die von Kardinal Caprara beauftragten Recherchen. Das 1745 von Domenico Georgi neu herausgegebene Martyrologium des Adon (9. Jahrhundert) erwähnt einen Neopolis und als spätere Hinzufügung einen Neapolus. Andere mittelalterliche Martyrologien bieten die Namensformen Neapolis und Neapolim. Zwar geht das Martyrologium Romanum auf eine Tradition des 4. Jahrhunderts zurück (in Alexandria Saturnini cum Neopoli socio suo), doch wird der Name statt Neopolus auch als Eopolis, Epolitis (Hippolytus) angegeben. Da das syrische Martyrologium aber nur Saturninus als alexandrinischen Märtyrer aufführt, waren die Bollandisten hinsichtlich der Existenz des Neopolus skeptisch. Hippolyte Delehaye vermutete, dass die älteste Tradition nur Saturninus als alexandrinischen Märtyrer kannte und der Name Neapolus durch einen Kopistenfehler in den Text kam. Ihm schien eine Fehlinterpretation von Nea Polis (griechisch: „Neustadt“), einem Stadtteil des antiken Alexandria, als Personenname möglich.
Die neuere Forschung verneint entschieden die Historizität des Märtyrers Neopolus/Napoleo(n).

## Legende

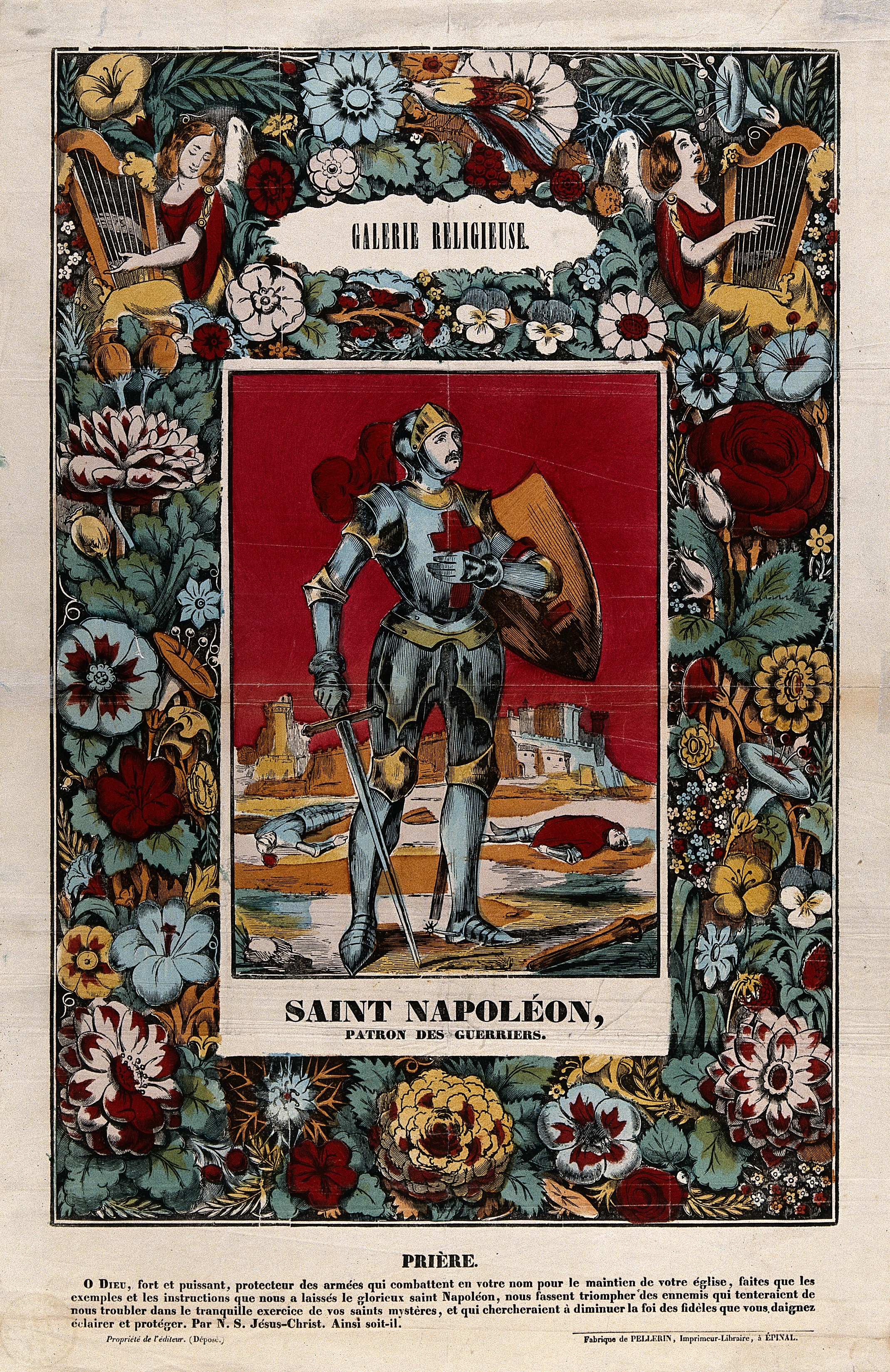
St. Napoleon, Patron der Krieger. Kolorierte Lithographie

Die Legende des Heiligen Napoleon lief in unterschiedlichen Fassungen um. Sudhir Hazareesingh sieht das als typisch für eine erfundene Tradition an. Häufig wurde Napoleon als Schutzpatron der Soldaten interpretiert. Eine Fassung aus den 1820er/1830er Jahren machte aus ihm einen Kreuzritter, der betrogen wurde und sein Lebensende als Gefangener auf einer einsamen Insel verbringen musste – „jede Ähnlichkeit mit Napoleons Schicksal war natürlich reiner Zufall.“ Als Kreuzritter in voller Rüstung mit Schwert und Schild ist er auf einer Lithographie von 1843 zu sehen, hinter ihm eine eingenommene Festung und zwei getötete Feinde.
In der Fassung der Légende Céleste von 1846 lautet die Legende folgendermaßen:
St. Néopol oder Néopolus, ein Name, der seit dem Mittelalter in Italien als Napoléon ausgesprochen wird, zeichnete sich durch seine edle Herkunft und seinen Tugendgrad aus. Darum gehörte er zu den hervorragenden Heiligen. Während der Christenverfolgung zu Zeiten der Kaiser Domitian und Maximian, die in ihrer Grausamkeit alles Bisherige übertraf, widerstand St. Napoleon in Alexandria überaus mutig den extremsten Folterungen, die man im Orient erdacht hatte. Als seine Haut in Fetzen herunterhing und er von Blut überströmt war (aber alles, dank himmlischer Stärkung, tapfer ertragen hatte), schaffte man ihn schließlich fort und warf ihn in ein scheußliches Gefängnis. Dort erlag er seinen zahlreichen Wunden und entschlief in Frieden im Glauben an Jesus Christus. „Es wird des heiligen Napoleon sehr ehrenvoll gedacht bei den antiken Historikern und in den Martyrologien.“

## Napoleon-Patrozinium
Der niederrheinische Ort Neersen gehörte kirchlich zur Pfarrei Anrath; 1798 erfolgte die von der Neersener Bevölkerung unterstützte Abpfarrung, die aber aufgrund der Nachbarschaft beider Dörfer und deren Größe schwer zu begründen war. Es bedurfte einer Sonderregelung, wenn man sich dauerhaft vom rivalisierenden Nachbardorf lösen wollte. Am 25. Januar 1803 richtete die Neersener Pfarrgemeinde an den Aachener Bischof Marc-Antoine Berdolet die Bitte, dem Patrozinium des Heiligen Napoleon unterstellt zu werden. Berdolet stand diesem Wunsch positiv gegenüber und kündigte an, den Herrscher von dieser Ehrung durch die Neersener Einwohnerschaft nächstens zu unterrichten. Die Neersener kamen damit der offiziellen Einführung des Napoleonkultes um drei Jahre zuvor. Das Patrozinium bestand in Neersen bis 1856; seitdem steht die Neersener Pfarrkirche unter dem Patrozinium der Maria Immaculata.
Mit dem Napoleon-Patrozinium steht Neersen im deutschen Sprachraum alleine, es gibt aber einige französische Kirchen mit diesem Patrozinium, zum Beispiel in Mâcon und La Roche-Chalais. Die Basilika San Francesco in Piacenza, zwischenzeitlich profaniert und als Theater genutzt, wurde 1806 wieder für den Gottesdienst in Gebrauch genommen und dem Patrozinium des Heiligen Napoleon unterstellt, ähnlich erging es San Martino in Lucca. Französische Auswanderer erbauten eine Napoleon-Kirche in Louisiana.
Wie kirchliche Stellen beim Napoleon-Patrozinium taktierten, zeigt das Beispiel des Kardinals Giuseppe Spina. Als Erzbischof von Genua gelang es ihm, die Umwidmung der Basilica di Santa Maria Assunta in eine Napoleonkirche abzuwenden, indem er argumentierte, die Kirche sei seit ihrer Erbauung eine Marienkirche gewesen und würde als solche von der Bevölkerung geschätzt. Er bot an, in der Kirche einen Altar zu weihen, „an dem sowohl die Heilige Jungfrau als auch St. Napoleon angerufen werden könnten, gemeinsam, so wie es üblich ist“. Alternativ ließe sich auch eine profanierte Kirche dem Napoleon-Patrozinium unterstellen.

## Künstlerische Darstellungen des heiligen Napoleon

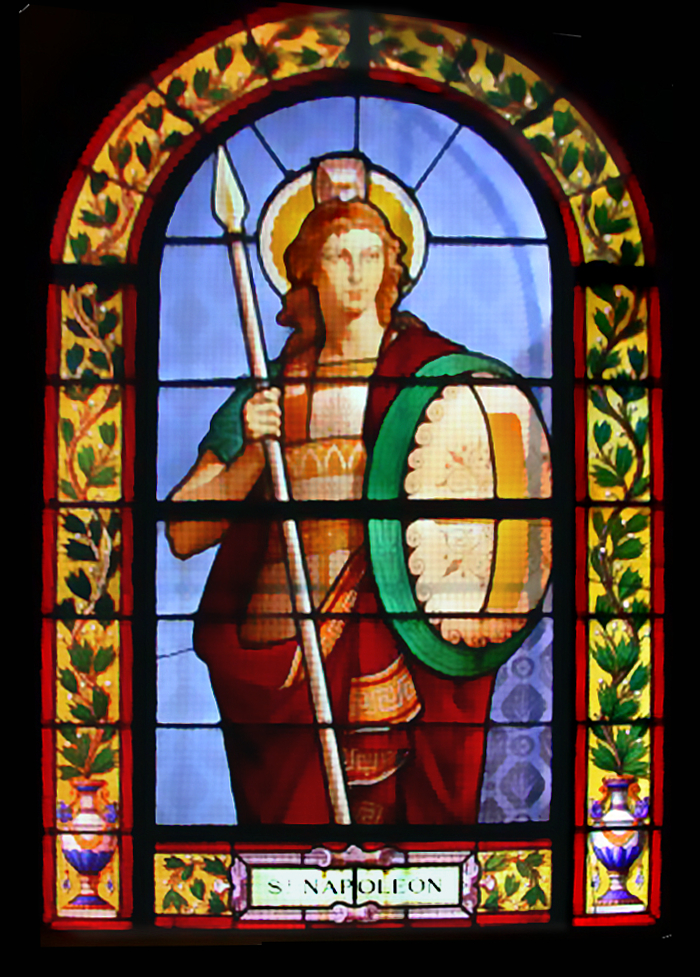
St. Napoleon, Glasfenster der Kirche von Le Chesnay

Statuen des Heiligen Napoleon finden sich in der Kirche Saint-André in Argent-sur-Sauldre (Cher) und in Bernay (Eure); letztere wurde nach 1815 zu einer Statue Ludwigs des Heiligen umgearbeitet.
An der Südfassade des Mailänder Doms findet sich eine Marmorstatue des Napoleon von Alexandria als junger Mann in antiker Kleidung. Eine Kette an seinem Fuß deutet an, dass er in der Gefangenschaft das Martyrium erlitt. Die Statue ist ein Werk von Abbondio Sangiorgio und wurde 1860 aufgestellt. Die Gesichtszüge erinnern stark an ein Porträt des jungen Bonaparte. Ein Gipsmodell der Statue befindet sich im Dommuseum.
In der 1851 geweihten Kirche von Saint-Leu-la-Forêt ist der Heilige Napoleon auf einem Fresko thronend dargestellt, Ludwig der Heilige und Karl Borromäus sitzen zu seinen Seiten.
Ein Glasfenster der 1865 geweihten Kirche Saint-Louis de Vichy zeigt St. Napoleon als spätantiken oder mittelalterlichen Krieger mit den Gesichtszügen Bonapartes. Die Kapelle Saint-Germain in Chesnay bei Versailles wurde in der Revolution verwüstet und 1805 wieder aufgebaut. Bei einer Renovierung 1865 erhielt sie ein Glasfenster (s. Abbildung), das Napoleon als Soldatenheiligen in einer Art antik-griechischer Rüstung zeigt.